# Sucre (Trujillo)
Sucre é um município da Venezuela localizado no estado de Trujillo.
A capital do município é a cidade de Sabana de Mendoza.